# Guido Rappe
Guido Rappe (* 17. Mai 1960 in Mönchengladbach) ist ein deutscher Philosoph und Ethnologe.

## Leben
Guido Rappe studierte Ethnologie, Soziologie, Philosophie und Malaiologie an der Universität zu Köln, wo er 1990 mit einem Magister der Ethnologie abschloss. 1994 promovierte er bei Hermann Schmitz an der Universität Kiel in Philosophie. Von 1994 bis 1996 war er im Rahmen eines Forschungsstipendiums der Alexander von Humboldt-Stiftung wissenschaftlicher Mitarbeiter an der Universität Kyōto. Er habilitierte 1999 an der Universität Karlsruhe, wo er 2007 zum außerplanmäßigen Professor für Philosophie ernannt wurde. Von 2012 bis 2017 hatte er eine Professur an der Graduate School of Arts and Sciences der Universität Tokio. Seit 2017 ist er Professor an der Universität Osaka.

## Leistungen

### Phänomenologie
Guido Rappe hat zahlreiche Bücher und Schriften veröffentlicht, die sich vornehmlich den Bereichen des Kulturvergleichs sowie der Phänomenologie zuordnen lassen. Dabei nimmt der Begriff des phänomenalen Leibes einen zentralen Platz in seinen Werken ein. Hier zeigt sich die Beeinflussung Rappes durch den Leibbegriff der Neuen Phänomenologie von Schmitz. Im Gegensatz zu Schmitz betrachtet Rappe den Leib jedoch als eng mit der Biographie eines Menschen verflochten. Entsprechend steht bei Rappe die Aufgabe im Zentrum, „einen Bestimmungs- oder Erklärungsversuch der Anteile am leiblichen Spüren zu wagen, die durch die Biografie bzw. Sozialisation das Leiberleben vorgängig geprägt erscheinen lassen“. Rappe spricht von seinem Ansatz auch als Durchdringung der mnemonischen Dimension menschlicher Leiberfahrung. Während die (leiblich verstandene) Dimension des räumlichen Erlebens durch Enge und Weite aufgespannt wird, sind die basalen Kategorien des zeitlichen Erlebens für Rappe Lust und Unlust (im Sinne von Attraktion und Repulsion). Die Lust spannt den Leib auf ihre Befriedigung hin aus, wodurch sich ein Rhythmus von Mangel und Fülle (als Aufhebung des Mangels) ergibt. Dieser Rhythmus ist etwa bei Hunger und Durst spürbar.
Im Zentrum von Rappes Überlegungen zur biographischen Entwicklung des Menschen steht der von dem Mediziner Viktor von Weizsäcker geprägte Begriff des Gestaltkreises, der auf „den Prozess gegenseitiger Anpassung von Leib und Umgebung“ verweist. Indem der Leib als biografisch geprägt konzipiert wird, ergeben sich Anschlussmöglichkeiten der leibphänomenologischen Arbeiten Rappes an den Begriff des Habitus nach Elias und Bourdieu. Für Rappe beruht die gesamte leibliche Dynamik auf erworbenen und konstitutionellen leiblichen Dispositionen, die sich „als im Laufe des Lebens erworbene Habitusformen verstehen“ lassen. Diese prägen wesentlich „die Art und Weise des In-der-Welt-seins und die Umgangsformen des Menschen mit sich, den anderen und seiner Umwelt“.
Rappe bezeichnet seine eigene Phänomenologie als Moderne Phänomenologie und grenzt sich damit explizit von Schmitz’ Neuer Phänomenologie ab:

„Die Moderne Phänomenologie, die eine Position des 21. Jahrhunderts vertritt, geht über die Neue Phänomenologie durch ihren Lebensbegriff und die Erweiterung des Leib-Verständnisses durch die Dimension von Lust und Unlust hinaus. Außerdem unterscheidet sie sich vor allem erkenntnistheoretisch von dem eher naiven Ansatz sowie dem Gefühls-Verständnis der Neuen Phänomenologie, da sie dieser gegenüber das Gewicht auf erworbene leiblich-mnemonische Dispositionsgeflechte legt, die das emotionale Erleben entscheidend schienen und sowohl die Ergriffenheitsschwelle als auch den Anlass – zumindest im Normalfall – wesentlich mitbestimmen.“

### Subjektivistische Wende
Ein zentrales Anliegen in Rappes Werk liegt darin, den in unserer Gesellschaft zunehmend dominierenden reduktionistischen Naturwissenschaften eine alternative und genuine geisteswissenschaftliche Perspektive gegenüberzustellen. Diese erscheint aus seiner Sicht notwendig, „um die delikate Balance zwischen Natur- und Geisteswissenschaften aufrechtzuerhalten, die unser Verständnis von Wissenschaft in der Moderne prägte“. In Anlehnung an Kants erkenntnistheoretische kopernikanische Wende spricht Rappe hier von der subjektivistischen Wende. Mit dieser soll ein zwischen Materialismus und Idealismus verlaufender, dritter Weg aufgezeigt werden, der den Schwerpunkt auf das leibliche Subjekt und seine Subjektivität legt. Für Rappe wird der Kampf zwischen Idealismus und Materialismus, den er in Anlehnung an Platon als Gigantomachie bezeichnet, auf dem Rücken der Gefühle und des leiblichen Spürens ausgetragen, obwohl gerade diese die eigentliche Quelle unserer Seinsgewissheit sind und damit an der Wurzel aller menschlichen Erkenntnisfähigkeit liegen. Ein anderes Wirklichkeitskriterium als das eigenleibliche Spüren gibt es aus Sicht der subjektivistischen Wende nicht:

„Wir sind leiblich in einer phänomenalen Welt! Das ist die Grundposition des neuen Subjektivismus, die zu betonen die subjektivistische Wende nicht müde wird. Von hier aus müssen wir auch wissenschaftlich, d.h. wissenschafts- und erkenntnistheoretisch ausgehen! Sonst unterschieben wir Unausgewiesenes und landen in religiösem Dogmatismus!“

Den Ursprung der subjektivistischen Wende als eigenständige Strömung sieht Rappe bei Schopenhauer.

### Rad der Kreativität
Über seine wissenschaftliche Projekte hinaus gründete Rappe 2005 zusammen mit dem Kabarettisten Martin Sommerhoff das Projekt „Ideenfinder“. Dieses Projekt der Kreativitätsentwicklung ist das Ergebnis eines Dialogs zwischen Philosophie und Kunst. Im Rahmen des Projekts wurde unter anderem das Das Rad der Kreativität als Kreativitätstechnik entwickelt.

## Werke (Auswahl)
Bücher
- Archaische Leiberfahrung. Der Leib in der frühgriechischen Philosophie und in aussereuropäischen Kulturen. Akademie Verlag, Berlin 1995, ISBN 3-05-002714-2.
- Interkulturelle Ethik
  - Bd. I: Ethik und Rationalitätsformen im Kulturvergleich. Eine Kritik am Postkonventionalismus. Europäischer Universitätsverlag, Berlin/Bochum/London/Paris 2003, ISBN 3-86515-002-0.
  - Bd. II: Ethische Anthropologie, 1. Teil: Der Leib als Fundament von Ethik. Europäischer Universitätsverlag, Berlin/Bochum/London/Paris 2005, ISBN 3-86515-003-9.
  - Bd. II: Ethische Anthropologie, 2. Teil: Personale Ethik. Europäischer Universitätsverlag, Berlin/Bochum/London/Paris 2006, ISBN 3-86515-003-9.
  - Bd. III: Deontologische Tugendethik. Die Theorie antiker Selbstkultivierung. Europäischer Universitätsverlag, Berlin/Bochum/London/Paris 2008, ISBN 978-3-86515-004-2.
  - Bd. IV: Ethik als Lebenskunst. Die Praxis antiker ethischer Techniken. Europäischer Universitätsverlag, Berlin/Bochum/London/Paris 2010, ISBN 978-3-86515-005-9.
- Comparing Greek and ancient Chinese ethics. The example of virtue-ethics. Europäischer Universitätsverlag, Berlin/Bochum/London/Paris 2006, ISBN 978-3-89966-213-9.
- Die Scham im Kulturvergleich. Antike Konzepte des moralischen Schamgefühls in Griechenland und China. Projektverlag, Bochum 2010, ISBN 978-3-89733-201-0.
- Die Natur des Menschen als moralisches Potenzial. Konzepte des menschlichen Selbstverständnisses im alten China und in Griechenland. Projektverlag, Bochum 2010, ISBN 978-3-89733-215-7.
- Leib und Subjekt. Phänomenologische Beiträge zu einem erweiterten Menschenbild. Projektverlag, Bochum 2012, ISBN 978-3-89733-255-3.
- Neuro-Religion
  - Neuro-Religion I. Der Homunkulus und die Gefühle. Projektverlag, Bochum 2016, ISBN 978-3-89733-401-4.
  - Neuro-Religion II. Was die Neuro-Wissenschaft immer noch nicht erklären kann. Projektverlag, Bochum 2016, ISBN 978-3-89733-405-2.
- Einführung in die moderne Phänomenologie. Phänomen / Leib / Subjektivität. Projektverlag, Bochum 2018, ISBN 978-3-89733-443-4.
- Atmosphärische Führung: Stimmungen wahrnehmen und gezielt beeinflussen. Hanser Verlag, München 2018, ISBN 978-3-446-45477-4. (mit Christian Julmi)

Buchkapitel
- Das Herz im Kulturvergleich. In: Georg Berkemer, Guido Rappe (Hrsg.): Das Herz im Kulturvergleich. Akademie Verlag, Berlin 1996, S. 211–236.
- Kreatives Potenzial und kreative Atmosphären. In: Christian Julmi (Hrsg.): Gespräche über Kreativität. Projektverlag, Bochum/Freiburg 2013, S. 43–73.
- Das Leibapriori im Kulturvergleich von antiken griechischen und chinesischen 'Techniken des Leibes'. In: Bernhard Irrgang/Thomas Rentsch (Hrsg.): „Leib“ in der neueren deutschen Philosophie. Königshausen & Neumann, Würzburg 2015, S. 45–72.